# Quercus shingjenensis
Quercus shingjenensis — вид рослин з родини букових (Fagaceae), ендемік Китаю.

## Поширення й екологія
Цей вид дуба — ендемік півдня центральної частини Китаю. Інформації про середовище існування небагато, але, як і інші дуби в регіоні, він, імовірно, трапляється в субтропічних або помірних гірських лісах.